# Deelemania
Deelemania Jocqué & Bosmans, 1983 è un genere di ragni appartenente alla famiglia Linyphiidae.

## Etimologia
Il genere è denominato in onore dell'aracnologa olandese Christa Deeleman-Reinhold, specialista dei ragni dell'Asia sudorientale e dell'Europa meridionale.

## Distribuzione
Le quattro specie oggi attribuite a questo genere sono diffuse in varie zone dell'Africa centrale e, al momento, sono tutti endemismi: uno in Gabon, uno in Camerun, uno in Costa d'Avorio e uno in Malawi.

## Tassonomia
A maggio 2011, si compone di quattro specie:
- Deelemania gabonensis Jocqué, 1983 — Gabon
- Deelemania malawiensis Jocqué & Russell-Smith, 1984 — Malawi
- Deelemania manensis Jocqué & Bosmans, 1983[3] — Costa d'Avorio
- Deelemania nasuta Bosmans, 1988 — Camerun